# Sveti Jerolim (Wyspy Paklińskie)
Sveti Jerolim – chorwacka wysepka znajdująca się 1 km na południe od miasta Hvar. Ze względu na nieregularny kształt, mimo niewielkiej powierzchni (20,71 ha), długość linii brzegowej wynosi 2 368 m. Na północno-wschodnim cyplu, nad kanałem Paklińskim (Pakleni kanal) znajduje się latarnia morska. Kanał Pakliński ma w tym miejscu najmniejszą szerokość, ok. 500 m. Wyspa należy do archipelagu Paklińskiego.